# Bontbekral
De bontbekral (Zapornia paykullii synoniem: Porzana paykullii) is een vogel uit de familie van rallen (Rallidae).
Het is een voor uitsterven gevoelige vogelsoort, die broedt in Oost-Azië en overwintert in Zuidoost-Azië. De vogel werd in 1813 door de Zweedse natuuronderzoeker Sven Ingemar Ljungh beschreven. Hij verkreeg de vogel via de collectie van de toen al overleden Nederlandse Lutherse predikant Jan Brandes. Brandes vestigde zich met zijn uitgebreide verzameling in Zweden na een verblijf in Batavia. Ljungh vernoemde de vogel naar de adellijke, Zweedse verzamelaar en natuuronderzoeker Gustaf von Paykull.

## Kenmerken
De vogel is 20 tot 22 cm lang. Er is weinig verschil tussen de seksen, beide hebben strepen op de buik, afwisselend donker en wit, bij het mannetje is dit een zwart-wit patroon en bij het vrouwtje meer donkerbruin en wit. De borst, hals en kop zijn roodbruin, de kruin en bovendelen zijn donker grijsbruin. Op de vleugel is ook een patroon van afwisselend licht en donker, door de lichte veerranden van de vleugelveren. De poten zijn rood en de snavel is donkergrijs.

## Verspreiding en leefgebied
Deze soort broedt in oostelijk Siberië, Korea en noordoostelijk China en overwintert in Zuid-Korea, Zuid- en Midden China, Thailand, Vietnam, Malakka en het noorden van de Grote Soenda-eilanden.
Het leefgebied bestaat uit moerasgebieden in laagland, overstromingsvlakten en nat akkerland, vaak in de buurt van dorpen. De vogel overwintert in vergelijkbaar gebied, waaronder natte rijstvelden.

## Status
De grootte van de populatie is niet gekwantificeerd, maar aannemelijk is dat de populatie-aantallen afnemen door habitatverlies. Het leefgebied wordt aangetast door omzetting van moerasgebieden in gebied voor intensief agrarisch gebruik, aanleg van infrastructuur en menselijke bewoning. Om deze redenen staat deze soort als gevoelig op de Rode Lijst van de IUCN.